# ناباوری توماس قدیس
ناباوری توماس قدیس (ایتالیایی: Incredulità di San Tommaso) که با نام توماس شکاک یا توماس مردد هم شناخته می‌شود، نقاشی مشهوری از کاراواجو هنرمند دورهٔ باروک ایتالیا است که بین سال‌های ۱۶۰۱ تا ۱۶۰۲ کشیده شد و اکنون در کاخ سانسوسی پوتسدام آلمان نگهداری می‌شود.

## داستان تابلو
تابلو واقعه‌ای از زندگی مسیح را به تصویر می‌کشد که در آن توما در رستاخیز و ظهور او شک می‌کند و می‌گوید: «تا با چشم خودم نبینم و انگشتم را توی زخم پهلوی او فرونکنم، باور نمی‌کنم». هفته‌ای بعد مسیح بین حواریون حاضر می‌شود و از او می‌خواهد دست بر پهلویش بگذارد. سپس می‌گوید: «تو با مشاهده ایمان آوردی؛ خوشا آنان که نادیده مؤمنند».
بهره‌گیری درخشان کاراواجو از شگرد سایه‌روشن و پرداختِ واقع‌گرایانه و زمینی‌اش از واقعه (به‌خصوص از پیکر مسیح)، بدعتی در تاریخ نقاشی محسوب می‌شود. عیسی مسیح در تابلو دستِ توماس را گرفته و جای زخمش را به وی نشان می‌دهد درحالی‌که شگفت‌زدگیِ توماس نیز به‌خوبی نشان داده شده‌است.
نسخهٔ دومی هم از ناباوری توماس قدیس در یک مجموعهٔ خصوصی در تریسته ایتالیا پیدا شد که اصالت آن را هنرشناسان تأیید کرده‌اند.